# SMART (база данных)
SMART (Simple Modular Architecture Research Tool) — база данных, используемая при идентификации и анализе белковых доменов в белковых последовательностях . SMART использует для обнаружения доменов в белковых последовательностях алгоритм, основанный на применении скрытых марковских моделей ко множественным выравниваниям. По данным на январь 2012 года SMART содержала модели 1009 доменов . Данные SMART использовались при создании Базы Консервативных Доменов (CDD, Conserved Domain Database) и также представляются как часть базы данных InterPro.
База данных организована Европейской молекулярно-биологической лабораторией в Гейдельберге.